# سیارک نوع ام

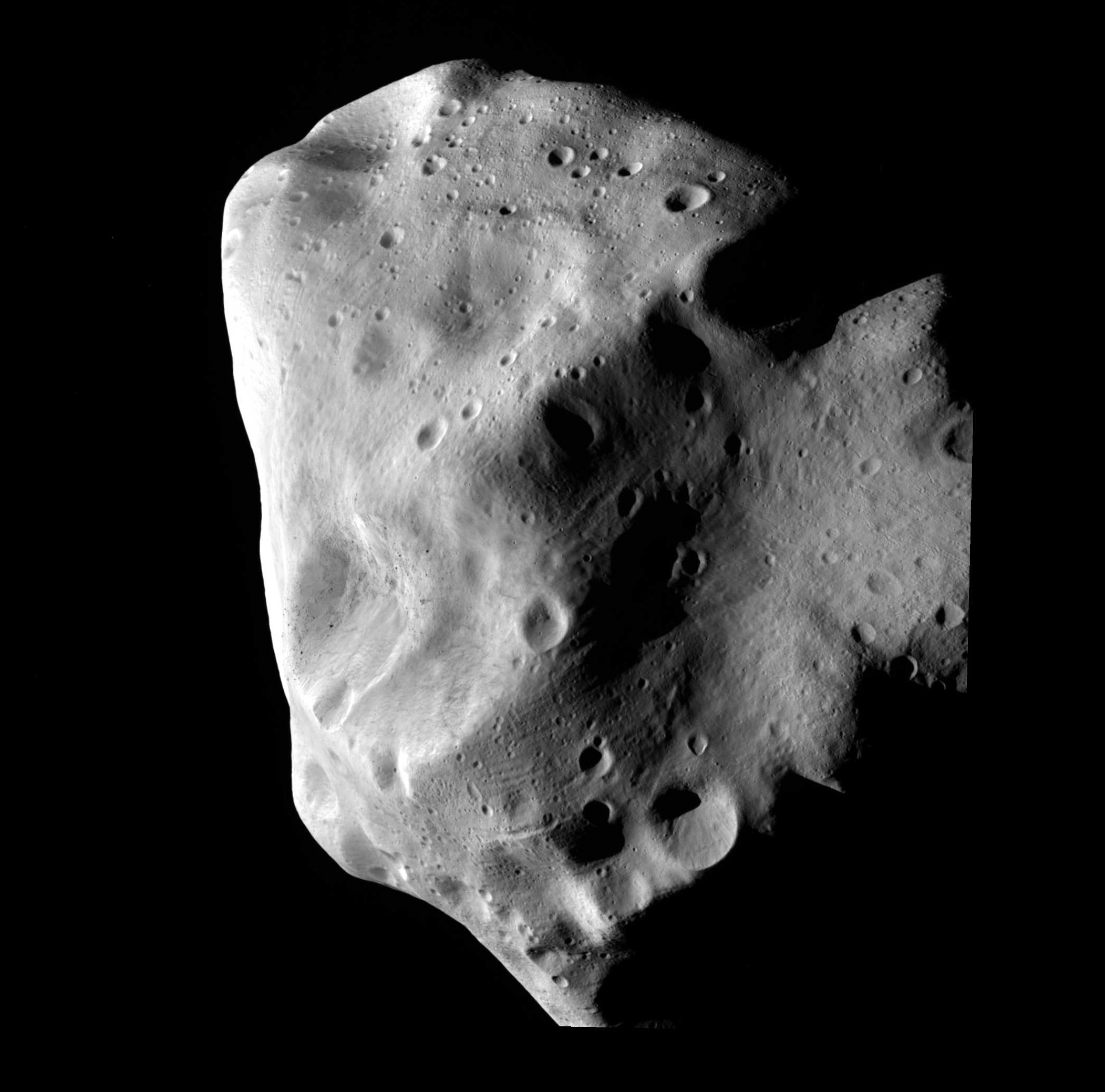
تصویری از سیارک لوتیتیا ۲۱ که توسط فضاپیمای روزتا ایسا در حین پرواز کناری در سال ۲۰۱۰ گرفته شد.

سیارک نوع ام (انگلیسی: M-type asteroid) (با نام مستعار کلاس M) یکی از گونه‌های طیفی سیارک است، سیارک‌هایی که به نظر می‌رسد دارای غلظت‌های بالاتری از فازهای فلزی (مانند آهن-نیکل) نسبت به دیگر کلاس‌های سیارک هستند. به‌طور گسترده باور بر این است که این‌ها منشأ شهاب‌سنگ‌های آهنی هستند.

## تعریف
سیارک‌ها بر اساس طیف جذبی عموماً بدون ویژگی و مسطح تا قرمز شیب‌دار در مرئی تا فروسرخ نزدیک و آلبدوی نوری متوسط آنها به عنوان نوع ام طبقه‌بندی می‌شوند. همراه با سیارک‌های نوع E و P از نظر طیفی مشابه (هر دو دسته E و P قبلاً در منظومه‌های قدیمی‌تر از نوع M بودند)، در گروه سیارک‌های نوع X بزرگ‌تر قرار می‌گیرند و فقط با آلبدوی نوری قابل تشخیص هستند: ]
آلبدو نوع P < 0.1 

آلبدو نوع M در ۰٫۱ … ۰٫۳

آلبدو نوع E > 0.3